# Sara Mardini
Pour les articles homonymes, voir Mardini.
 (janvier 2022).
Le texte peut changer fréquemment, n’est peut-être pas à jour et peut manquer de recul. 
Le titre et la description de l'acte concerné reposent sur la qualification juridique retenue lors de la rédaction de l'article et peuvent évoluer en même temps que celle-ci.
Sara Mardini (ou Sarah Mardini, en arabe : سارة مارديني), née à Damas en Syrie, est une nageuse et sauveteuse syrienne. Fuyant son pays durant la guerre civile syrienne avec sa sœur, la nageuse olympique Yusra Mardini, elle tire leur embarcation de fortune tombée en panne au large de la Grèce, avant de demander l'asile politique en Allemagne. Leur histoire devient médiatique.
Sarah Mardini s'engage comme bénévole dans le secours aux réfugiés à Lesbos et est arrêtée en 2018, avec d'autres humanitaires. Elle est accusée par la Grèce d'espionnage, de contrefaçon, d'aide à l'immigration irrégulière et d'appartenance à une organisation criminelle, charges réfutées par l'ONU et les ONG de défense des droits humains, dénonçant des dérives de l'accusation contre une activité de sauvetage parfaitement légale. Elle encourt jusqu'à 25 ans d'emprisonnement, de même que son collègue Seán Binder, plongeur-sauveteur ; tous deux ont déjà passé 3 mois et demi en détention provisoire en 2018.

## Biographie
Sarah Mardini naît et grandit à Daraya, ville de la banlieue de Damas, la capitale syrienne. Lors de la révolution syrienne, au printemps 2011, la ville de Daraya connaît de nombreuses manifestations pacifiques. Après une répression sanglante, déserteurs et rebelles protègent les manifestants et chassent les forces du régime. La ville est alors bombardée et assiégée. La maison familiale des Mardini est détruite en 2012 lors du massacre de Daraya, ce qui les contraint à se déplacer. En 2015, après le bombardement de la piscine où Sara et sa sœur Yusra Mardini, plus jeune de deux ans, s'entraînent, elles fuient la Syrie en guerre, par Beyrouth, Istanbul et Izmir, avant de s'embarquer pour Lesbos. Le bateau devant les mener à cette île étant tombé en panne dans la nuit, les deux sœurs, ainsi qu'une troisième femme, seules personnes à bord sachant nager sur les vingt passagers, se mettent à l'eau pour pousser et tirer l'embarcation durant trois heures jusqu'au rivage,,.
Sarah et Yusra demandent et reçoivent l'asile politique en Allemagne, ainsi que leurs parents, qui font le même voyage, plus tard, avec leur petite sœur. Yusra participe aux jeux olympiques de Rio au sein de l'équipe des dix athlètes réfugiés pour Rio, tandis que Sarah, dont la colonne vertébrale a été blessée lors de la traversée de la mer Méditerranée, doit arrêter la natation. 
À l'automne 2016, Sarah retourne en Grèce pour y devenir nageur-sauveteur-secouriste bénévole pour une organisation à but non lucratif.
Le 27 avril 2017, à Genève en Suisse, Yusra Mardini est nommée ambassadrice de bonne volonté par le Haut Commissariat des Nations unies pour les réfugiés et devient ainsi la plus jeune ambassadrice à l'Organisation des Nations unies,.
Sarah Mardini devient bénévole dans des associations d'aide aux réfugiés, en particularité pour le sauvetage en Méditerranée. Son activité consiste à repérer et secourir les embarcations en détresse,,,. 

### Arrestation, emprisonnement et procédure de justice
Le 21 août 2018, sur l'île de Lesbos, en mer Égée, alors qu'elle est en mission pour l'ancienne ONG grecque ERCI (Centre international d’intervention d’urgence), Sarah est arrêtée et emprisonnée. Sarah et son collègue Seán Binder passent 3 mois et demi (107 jours) en détention provisoire, dans la prison de haute sécurité de Korydallós, à Athènes, et sont libérés sous caution contre 5 000 euros, le 5 décembre 2018,.
Selon Sarah Mardini, elle a été arrêtée uniquement car elle allait « tous les soirs distribuer de l'eau et des couvertures aux réfugiés qui arrivaient sur la plage, et pour leur servir d'interprète, ça, c'est ma version, celle des gouvernements est différente : d'après eux, la présence des volontaires sur les lieux d'arrivée encouragerait la venue d'immigrants illégaux ».
Ainsi que 23 autres militants et bénévoles humanitaires, dont Seán Binder, elle est accusée d'espionnage, de trafic d’êtres humains, de  violation de secrets d’État, de recel et d'appartenance à une organisation criminelle. Après plus de trois mois de détention préventive dans une prison de haute sécurité, ils sont remis en liberté sous caution le 5 décembre 2018, et encourent 15 ans de réclusion. Sarah affirme que cette détention l'a traumatisée et brisée, a affecté sa famille et sa santé,,,,. Des examens médicaux diagnostiquent des symptômes de dépression et de stress post-traumatique, la conduisant à abandonner ses études.
Le procès de Sarah Mardini et de ses coaccusés qui devait avoir lieu en novembre 2021, en l'absence de Sarah interdite d'entrée sur le territoire grec, y compris pour assister à l'audience, est ajourné et renvoyé à une juridiction supérieure, en raison de la présence d'un avocat dans les prévenus, et doit démarrer le 10 janvier 2023. Elle encourt jusqu'à 25 ans de réclusion,,,,. La procédure pour « espionnage » est annulée le 13 janvier « en raison de vices de procédure », comme demandé aussi bien par la défense que par le procureur. La procédure pour « trafic de migrants », distincte, est en revanche toujours en cours d’instruction.

### Réactions internationales
Selon les associations de défense des droits humains, il s'agit d'une « tentative de criminalisation » des associations de l'aide aux réfugiés et les chefs d'accusation sont grotesques,. Amnesty international affirme que le seul crime des accusés est d'avoir tenté de sauver des vies et affirme que le procès, qualifié de « farfelu », est injuste et sans fondement,,,. Les responsables d'ERCI affirment avoir toujours coopéré avec Frontex et travaillé en toute légalité, en coopération avec les autorités grecques. Human Rights Watch dénonce la criminalisation des sauveteurs.
L'ONU publie une déclaration, citant l'un de ses experts, qui affirme qu'en cas de verdict de culpabilité pour les accusés, les conséquences pourraient être importantes, de l'ordre d'une « condamnations à mort pour d'innombrables autres migrants ».
Depuis le début des poursuites contre les sauveteurs, le gouvernement grec a durci le cadre législatif, rendant impossible à toute organisation de recherche et de secours d’opérer en mer Égée.
Selon un rapport du Parlement européen, cette affaire judiciaire est « la plus grande affaire de criminalisation de la solidarité en Europe ».

## Filmographie

### Fiction
Sarah et Yusra Mardini sont le sujet du film Les Nageuses, une fiction basée sur leur histoire, réalisée par Sally El Hosaini et produite par Stephen Daldry, sorti en novembre 2022,,,.

### Documentaire
Le documentaire Gegen den Strom (Nager pour l'humanité) suit Sarah Mardini en attente de son procès et revient sur son parcours.

## Prix
Sarah et Yusra reçoivent le prix Bambi des héros discrets en 2016